# Военно-судебный устав Российской империи

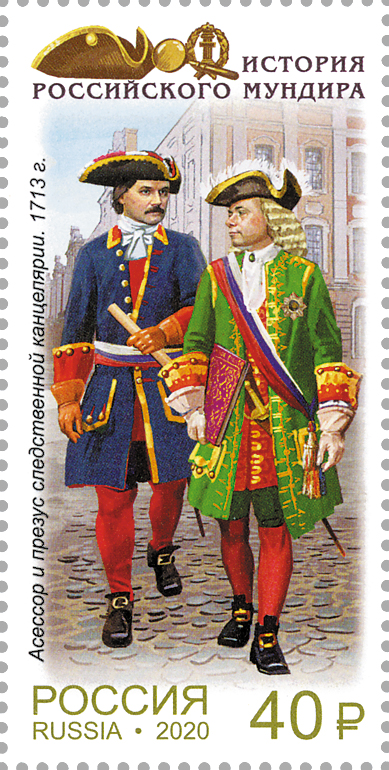
Почтовая марка Асессор и презус следственной канцелярии (1713) из серии История российского мундира. Художник Ульяновский С.

Военно-судебный устав Российской империи — свод военных постановлений, построенный на принципах судебной реформы 1864 года и определивший устройство и компетенцию военного суда.
Одновременно с судебной реформой в 1860-х годах в Российской империи проводилась и военная реформа, которая затронула в той или иной степени все стороны военной системы государства. Перестройка деятельности армии на основе новых принципов её организации и строительства органически требовала совершенствования военно-правовых отношений в ней. Вместе с тем они должны были строиться в четком соответствии с положениями общей судебной реформы государства. Как указывал Д. А. Милютин, «правила о военном суде, как закон специальный, должны заключать в себе одни лишь исключения из общего закона».
По докладу военного министра Д. А. Милютина, 15 января 1862 года были утверждены императором Александром II «Главные основания преобразования Военно-судной части», а 2 ноября 1862 года была утверждена, под председательством генерал-адъютанта Н. А. Крыжановского, особая комиссия из представителей военного и морского ведомств для начертания основ, положений военного и военно-морского судоустройства и судопроизводства. Составленный комиссией проект был разослан на заключение высшего военного начальства, затем обсуждался в соединенном присутствии военного и морского генерал-аудиториатов и 25 октября 1865 года получил Высочайшее утверждение. Составление подробного проекта военного судоустройства и судопроизводства было поручено генерал-аудитору В. Д. Философову, причём проект по частям был представлен на обсуждение соединенного присутствия генерал-аудиториатов, которое дало ему наименование Военно-судебный устав, затем было подвергнуто окончательному рассмотрению и исправлению в учрежденном 4 июля 1866 года (под председательством великого князя Константина Николаевича) особом комитете из высших сановников и 15 мая 1867 года был Высочайше утверждён.
Военно-судебный устав заменил 2-ю книгу военно-уголовного устава 1839 года (ч. V Свода военных постановлений 1859 года). Новая судебная система основывалась на принципах бессословности, гласности и состязательности. Были введены судебные инстанции: полковые суды, военно-окружные суды и Главный военный суд. Суды признавались независимыми от административных органов; учреждались должности следователя и военного прокурора; формально отменялись сословные привилегии подсудимых; устанавливался порядок обжалования приговоров.
Военно-судебный устав состоял из двух частей. В первой его части (статьи 1—216), включавшей девять разделов, были изложены общие положения военного судоустройства, принципы и порядок организации военных судов и военной прокуратуры, порядок назначения, увольнения и перемещения должностных лиц военно-судебного ведомства, их права и преимущества, порядок надзора за военно-судебными учреждениями и ответственность должностных лиц военно-судебного ведомства, правила устройства военно-судебных мест и порядок взаимоотношений с другими ведомствами, положение о лицах, состоящих при военно-судебных местах (защитниках и кандидатах на должности по военно-судебному ведомству).
Вторая часть устава (статьи 217—1230) состояла из четырёх книг. В первой излагались общие принципы и решались вопросы, связанные с подсудностью дел военным судам; вторая была посвящена порядку производства дел в военных судах, включая предварительное следствие; третья книга содержала изъятия из общего правила военно-уголовного производства: о судопроизводстве по государственным преступлениям, по должностным преступлениям лиц военно-судебного ведомства, по делам смешанной подсудности (военной и гражданской) и, наконец, четвёртая книга включала правила о судоустройстве и судопроизводстве в военное время (то есть в особый период, когда действовали военно-полевые суды, решения которых распространялись на военных, а также гражданских лиц, если они находились на территории, объявленной на военном положении).
Постановления Военно-судебного устава в основном были заимствованы из устава уголовного судопроизводства 1864 года; при этом были введены необходимые по специфике военной службы отступления от правил общего процесса.
При утверждении Устава порядок введения его в действие не был определён и он вводился постепенно с 1867 года по 1889 год — по отдельным военным округам.
Вопрос о коренном пересмотре Военно-судебного устава был возбужден при Александре III; предполагалось ввести существенные отступления от общего процесса в смысле упрощения судопроизводства, усиления влияния военного начальства и ограничения прав подсудимых. Для рассмотрения составленного Главным военно-судным управлением проекта изменения Военно-судебного устава были последовательно образованы в 1883, 1884 и 1885 годах, из членов Главного военного суда и высших военных начальников, три комиссии; две первые — под председательством генерал-адъютанта И. В. Гурко, а третья — под председательством генерала Э. К. Длотовского. Одобренные этими комиссиями части военно-судебного устава получили Высочайшее утверждение: 1 раздел (о военных установлениях) — 8 марта 1883 г., II и III раздел (о порядке производства дел в военных судах и об изъятиях из общего порядка военно-уголовного судопроизводства) — 13 марта 1884 г. и IV раздел (о суде в военное время) — 9 июня 1885 года. В новой редакции Военно-судебный устав стал включать 1432 статьи.